# Cerodontha inconspicua
Cerodontha inconspicua är en tvåvingeart som först beskrevs av Malloch 1913.  Cerodontha inconspicua ingår i släktet Cerodontha och familjen minerarflugor. Inga underarter finns listade i Catalogue of Life.